# Due stelle (singolo)
Due stelle è il singolo di lancio della Tour Edition del terzo album di inediti del cantante italiano Valerio Scanu, Parto da qui. Il brano, pubblicato dall'etichetta discografica EMI, è entrato in rotazione radiofonica il 15 aprile 2011.
La canzone, inserita nella Tour Edition dell'album Parto da qui è la versione italiana del brano Chances, precedentemente inserito nella forma standard del disco.
Il brano è stato presentato per la prima volta durante i TRL Awards 2011, svoltisi il 20 aprile dello stesso anno, ai quali il cantante ha partecipato, avendo ricevuto una nomination per il premio Best Talent Show Artist.
Fratm drappino

## Tracce
Download digitale
1. Due stelle - 3:57

## Classifiche
| Classifica (2011) | Posizione |
| ----------------- | --------- |
| Italia            | 42        |